# 国際連合安全保障理事会決議2029
国際連合安全保障理事会決議2029（こくさいれんごうあんぜんほしょうりじかいけつぎ2029 英語: United Nations Security Council Resolution 2029）は2011年12月21日に国際連合安全保障理事会において全会一致で採択された決議。安保理決議2013（2011年10月14日に全会一致で採択：ルワンダ国際戦犯法廷の判事による他の職務における一時兼務への許可）を想起した上で今朝、国際連合安全保障理事会は法廷における4名の判事の任期を2012年6月30日まで、もしくは4名の担当裁判がより早く終了した時点まで延長するとした。